# Altwarp (Schiff, 1935)
Die Altwarp ist ein Fahrgastschiff, das auf dem Werbellinsee im brandenburgischen Landkreis Barnim verkehrt.

## Geschichte
Auf dem Werbellinsee wurde schon früh Fahrgastschifffahrt betrieben: August Falkenberg gründete 1897 einen Personenschifffahrtsbetrieb, der nach dem Ersten Weltkrieg in die Hände Wilhelm Liesegangs überging. Dieser verkaufte den Betrieb 1926 an Karl Bade. Bade betrieb nach dem Zweiten Weltkrieg das Unternehmen zusammen mit seinem Sohn Günther Wiedenhöft unter dem Namen „Reederei Bade/Wiedenhöft“ weiter. Nach einer Phase der Zwangsverpachtung von 1959 bis 1977 wurde die Reederei 1978 wieder zum Privatunternehmen, das nun von Otfrid Wiedenhöft geführt wurde. 2004 stieg mit Robert Wiedenhöft ein Vertreter der vierten Generation in die Leitung der Reederei ein.
Die Altwarp gehörte seit ihrer Entstehung zu dem Familienunternehmen. Sie wurde 1935 bei Gustav Schröder in Marienwerder für Karl Bade gebaut. Dieser besaß damals bereits die Motorschiffe Bade I, Bade II, Bade III, Bade IV und Bade V. Folgerichtig sollte das neue Schiff auf den Namen Bade VI getauft werden. Doch ehe dies geschehen konnte, schaltete sich Hermann Göring ein und ließ Bade mitteilen, dass für das größte Schiff auf dem Werbellinsee der Name Reichsforstmeister Göring angemessen sei. So wurde Bades sechstes Schiff, das 1935 eine Zulassung für die Beförderung von 250 Personen hatte, auf diesen Namen getauft. Göring hatte sein Jagdrevier am Werbellinsee.
Karl Bade und Günther Wiedenhöft verlegten gegen Ende des Krieges alle ihre Schiffe nach Plau am See. Schon 1946 wurde die ehemalige Reichsforstmeister Göring wieder auf dem Werbellinsee eingesetzt, nun allerdings unter dem Namen K.-C. Bade oder Karl-Christian Bade. 1951 wurde das Schiff erneut umgetauft. Altwarp heißt es nach dem Dorf Altwarp, dem Geburtsort von Karl Bade.
Von 1950 bis 1955 diente das Schiff als Fähre zwischen Wismar und Poel, später kam es offenbar nach Berlin: Zwangsweise wurde die Altwarp, die bis 1958 privat betrieben wurde, an die Weiße Flotte Berlin verpachtet, wo sie im Einsatz blieb, bis Karl Bade 1962 starb. Danach lag das Schiff einige Jahre ungenutzt in Joachimsthal im Reedereihafen. Seit 1969 wird es wieder auf dem Werbellinsee genutzt. Es fährt normalerweise im Linienverkehr, während das zweite Schiff der Reederei, die Karl Friedrich Schinkel, als Charterschiff eingesetzt wird.